# لي براينت (ممثلة)
لي براينت (بالإنجليزية: Lee Bryant)‏ هي ممثلة أمريكية، ولدت في 31 أغسطس 1945 في مانهاتن في الولايات المتحدة.

## وصلات خارجية
- لي براينت على موقع IMDb (الإنجليزية)
- لي براينت على موقع ألو سيني (الفرنسية)
- لي براينت على موقع أول موفي (الإنجليزية)
- لي براينت على موقع قاعدة بيانات الأفلام السويدية (السويدية)
- لي براينت على موقع قاعدة بيانات الفيلم (الإنجليزية)
- لي براينت على موقع كينوبويسك (الروسية)